# USS Guardfish (SS-217)
USS Guardfish (SS-217) là một tàu ngầm lớp Gato từng phục vụ cùng Hải quân Hoa Kỳ trong Chiến tranh Thế giới thứ hai. Nó là chiếc tàu chiến đầu tiên của Hải quân Hoa Kỳ được đặt cái tên này, theo tên guardfish, một loài cá câu thể thao. Nó đã phục vụ trong suốt Thế chiến II, thực hiện tổng cộng mười hai chuyến tuần tra, đánh chìm 19 tàu Nhật Bản với tổng tải trọng 72.424 tấn, xếp thứ mười ba về tải trọng và đồng hạng tám về số tàu trong số tàu ngầm Hoa Kỳ có thành tích nổi bật nhất trong chiến tranh.  Con tàu được cho ngừng hoạt động sau khi xung đột chấm dứt vào năm 1946, và cuối cùng bị đánh chìm như một mục tiêu ngoài khơi Block Island vào năm 1961. Guardfish đã hai lần được tặng thưởng danh hiệu Đơn vị Tuyên dương Tổng thống cùng mười một Ngôi sao Chiến trận do thành tích phục vụ trong Thế Chiến II.

## Thiết kế và chế tạo
Lớp tàu ngầm Gato được thiết kế cho mục đích một tàu ngầm hạm đội nhằm có tốc độ trên mặt nước cao, tầm hoạt động xa và vũ khí mạnh để tháp tùng hạm đội chiến trận. Con tàu dài 311 ft 9 in (95,02 m) và có trọng lượng choán nước 1.525 tấn Anh (1.549 t) khi nổi và 2.424 tấn Anh (2.463 t) khi lặn. Chúng trang bị động cơ diesel dẫn động máy phát điện để cung cấp điện năng cho bốn động cơ điện, đạt được công suất 5.400 shp (4.000 kW) khi nổi và 2.740 shp (2.040 kW) khi lặn, cho phép đạt tốc độ tối đa 21 hải lý trên giờ (39 km/h) và 9 hải lý trên giờ (17 km/h) tương ứng. Tầm xa hoạt động là 11.000 hải lý (20.000 km) khi đi trên mặt nước ở tốc độ 10 hải lý trên giờ (19 km/h) và có thể hoạt động kéo dài đến 75 ngày và lặn được sâu tối đa 300 ft (90 m).
Lớp tàu ngầm Gato được trang bị mười ống phóng ngư lôi 21 in (530 mm), gồm sáu ống trước mũi và bốn ống phía phía đuôi tàu, chúng mang theo tối đa 24 quả ngư lôi. Vũ khí trên boong tàu gồm một hải pháo 3 inch/50 caliber, và thường được tăng cường một khẩu pháo phòng không Bofors 40 mm nòng đơn và một khẩu đội Oerlikon 20 mm nòng đôi, kèm theo súng máy .50 caliber và .30 caliber. Tiện nghi cho thủy thủ đoàn bao gồm điều hòa không khí, thực phẩm trữ lạnh, máy lọc nước, máy giặt và giường ngủ cho hầu hết mọi người, giúp họ chịu đựng cái nóng nhiệt đới tại Thái Bình Dương cùng những chuyến tuần tra kéo dài đến hai tháng rưỡi.
Guardfish được đặt lườn tại xưởng tàu của hãng Electric Boat Company ở Groton, Connecticut vào ngày 1 tháng 4, 1941. Nó được hạ thủy vào ngày 20 tháng 1, 1942, được đỡ đầu bởi bà Edward J. Marquart, và được cho nhập biên chế cùng Hải quân Hoa Kỳ tại Căn cứ Tàu ngầm Hải quân New London ở New London, Connecticut vào ngày 8 tháng 5, 1942 dưới quyền chỉ huy của Hạm trưởng, Thiếu tá Hải quân Thomas B. Klakring.

## Lịch sử hoạt động

### 1942

#### Chuyến tuần tra thứ nhất
Sau khi hoàn tất việc chạy thử máy huấn luyện tại vùng biển ngoài khơi New London, Connecticut, Guardfish chuẩn bị để được điều động sang khu vực Mặt trận Thái Bình Dương. Nó lên đường vào ngày 28 tháng 6, 1942 để đi sang vùng biển Hawaii ngang qua kênh đào Panama, đi đến Trân Châu Cảng vào ngày 25 tháng 7. Trong chuyến tuần tra đầu tiên từ ngày 6 tháng 8 đến ngày 15 tháng 9, nó xuất phát từ Trân Châu Cảng để hoạt động tại vùng biển về phía Đông Bắc đảo Honshū, đánh chìm một tàu đánh cá vào ngày 22 tháng 8, rồi tiếp tục đánh chìm chiếc tàu chở hàng Seikai Maru (3.114 tấn) ngoài khơi cảng Kinkasan hai ngày sau đó, lẩn tránh được sự truy đuổi của các tàu hộ tống. Phát hiện một đoàn tàu vận tải vào ngày 2 tháng 9, nó tấn công vào ngày hôm sau và đánh chìm các tàu chở hàng Kaimei Maru (5.253 tấn) và Tenyu Maru (1.118 tấn), rồi tiếp tục tấn công từ xa vào Chita Maru (2.376 tấn) khi chiếc tàu hàng thả neo trong cảng, khiến nó đắm và mắc cạn trong bùn. Chiếc tàu ngầm hoàn tất chuyến tuần tra khi quay trở về Midway để tái trang bị.

#### Chuyến tuần tra thứ hai
Rời cho chuyến tuần tra tiếp theo từ ngày 30 tháng 9, Guardfish hướng sang vùng biển Hoa Đông. Nó né tránh không kích của máy bay đối phương vào ngày 19 tháng 10, rồi tiếp cận một đoàn tàu vận tải vào ngày 21 tháng 10, đánh chìm một tàu chở hàng ước lượng khoảng 4.000 tấn và chiếc Nichiho Maru (6.362 tấn) ở phía Bắc Đài Loan khi đoàn tàu phân tán. Nó né tránh thành công sự truy đuổi của máy bay và tàu hộ tống đối phương và quay trở về Trân Châu Cảng vào ngày 28 tháng 11. Nó được tặng thưởng danh hiệu Đơn vị Tuyên dương Tổng thống do thành tích nổi bật chỉ qua hai chuyến tuần tra.

### 1943

#### Chuyến tuần tra thứ ba
Trong chuyến tuần tra thứ ba từ ngày 2 tháng 1, đến ngày 15 tháng 2, 1943, Guardfish xuất phát từ Trân Châu Cảng để hoạt động tại vùng biển Truk. Nó đánh chìm chiếc Tàu tuần tra số 1 (nguyên là tàu khu trục Shimakaze ở vị trí về phía Tây Kavieng, New Ireland vào ngày 12 tháng 1, và một tàu buôn ước lượng khoảng 1.300 tấn vào ngày hôm sau. Bị chiếc Hakaze tấn công vào ngày 23 tháng 1, chiếc tàu ngầm đã phản công đánh chìm chiếc tàu khu trục đối phương bằng ngư lôi. Di chuyển xuống phía Nam về hướng Rabaul, nó tấn công một đoàn tàu vận tải lớn gần cảng Simpson, nhưng bị hỏa lực bờ biển và các tàu hộ tống ngăn chặn. Con tàu kết thúc chuyến tuần tra khi đi đến Brisbane, Australia.

#### Chuyến tuần tra thứ tư và thứ năm
Chuyến tuần tra thứ tư được Guardfish tiến hành tại các khu vực quần đảo Bismarck, Solomon và New Guinea từ ngày 9 tháng 3 đến ngày 30 tháng 4; tuy nhiên nó không đánh chìm được tàu bè nào.
Rời Brisbane vào ngày 25 tháng 5 để bắt đầu chuyến tuần tra thứ năm, Guardfish tiếp tục hoạt động tại vùng biển Bismarck-Solomon, và vào ngày 13 tháng 6 đã đánh chìm tàu địa ngục (tàu vận tải chở tù binh) Suzuya Maru cùng làm hư hại một tàu khác trước khi lặn xuống để né tránh máy bay đối phương tấn công. Đến ngày 14 tháng 7, nó đón một đội trinh sát hoạt động tại bờ biển phía Tây đảo Bougainville trước khi quay trở về Brisbane để tái trang bị vào ngày 2 tháng 8.

#### Chuyến tuần tra thứ sáu
Bắt đầu chuyến tuần tra thứ sáu khi rời Brisbane vào ngày 24 tháng 8, Guardfish cho đổ bộ một đội trinh sát để hoạt động tại Bougainville trước khi đi đến vùng biển tuần tra, đánh chìm chiếc Kasha Maru (5.460 tấn) vào ngày 8 tháng 10, rồi phục vụ trong vai trò tìm kiếm-giải cứu trong hai ngày tiếp theo hỗ trợ cho hoạt động không kích xuống Rabaul. Chiếc tàu ngầm tiếp tục đón một đội trinh sát lên tàu tại Tulagi vào ngày 19 tháng 10, và đổ bộ họ lên Bougainville, rồi trinh sát khu vực vịnh Nữ hoàng Augusta trước khi đón đội biệt kích Thủy quân Lục chiến trở lại tàu vào ngày 28 tháng 10, hai ngày trước khi lực lượng Đồng Minh tiến hành đổ bộ lên Bougainville. Nó kết thúc chuyến tuần tra khi về đến Brisbane vào ngày 3 tháng 11.
Vào ngày 3 tháng 12, Guardfish bị hư hại do va chạm với một tàu chở dầu không rõ tên.

### 1944

#### Chuyến tuần tra thứ bảy
Trong chuyến tuần tra thứ bảy từ ngày 27 tháng 12, 1943 đến ngày 18 tháng 2, 1944, Guardfish đã đánh chìm tàu tiếp dầu Kenyo Maru (10.024 tấn) vào ngày 14 tháng 1, rồi tiếp cận Truk và đánh chìm tàu khu trục Umikaze khi tấn công một đoàn tàu vận tải vào ngày 1 tháng 2. Nó tiếp tục phục vụ tìm kiếm-giải cứu trong một thời gian ngắn trước khi quay trở về Trân Châu Cảng, và tiếp tục lên đường đi San Francisco vào ngày 27 tháng 2 để sửa chữa.

#### Chuyến tuần tra thứ tám
Guardfish rời San Francisco và đi đến Trân Châu Cảng vào ngày 1 tháng 6, nơi nó gia nhập cùng các tàu ngầm Thresher (SS-200), Piranha (SS-389) và Apogon (SS-308) để hình thành nên một đội tấn công phối hợp "Bầy sói" biệt danh "Mickey Finns", do Đại tá Hải quân William V. O'Regan bên trên Guardfish chỉ huy. Đội đã tuần tra chung quanh Đài Loan, nơi Guardfish đã đánh chìm các tàu phụ trợ Mantai Maru (5.863 tấn), tàu chở hàng Hizan Maru (2.838 tấn) và Jinsan Maru tàu chở hàng (5.215 tấn) về phía Tây Nam Đài Loan vào ngày 17 tháng 7. Nó tiếp tục gây hư hại cho một tàu chở hàng khác vào ngày 18 tháng 7, rồi đánh chìm tàu chở hàng Teiryu Maru (6.512 tấn) vào ngày hôm sau trước khi phải né tránh đợt truy đuổi của các tàu hộ tống. Con tàu hoàn tất chuyến tuần tra khi quay trở về Midway vào ngày 31 tháng 7. Guardfish được tặng thưởng danh hiệu Đơn vị Tuyên dương Tổng thống thứ hai do thành tích xuất sắc của lượt tuần tra này.

#### Chuyến tuần tra thứ chín
Trong chuyến tuần tra thứ chín từ ngày 23 tháng 8 đến ngày 24 tháng 10 tại vùng biển Nhật Bản, Guardfish hoạt động phối hợp trong thành phần một đội "Bầy sói" bao gồm các tàu ngầm Thresher và Sunfish (SS-281). Vào ngày 2 tháng 9, đội đã tấn công các thuyền buồm bằng hải pháo trong suốt 40 phút. Đến ngày 25 tháng 9, Guardfish tấn công và đánh chìm chiếc tàu chở hàng Miyakawa Maru số 2 (873 tấn), rồi kết thúc chuyến tuần tra khi quay trở về căn cứ Trân Châu Cảng.

### 1945

#### Chuyến tuần tra thứ mười
Lên đường vào ngày 26 tháng 11, 1944 cho chuyến tuần tra thứ mười tại khu vực biển Đông, Guardfish tiếp tục hoạt động trong thành phần một đội "Bầy sói" khác. Nó không đánh chìm được tàu đối phương nào trong chuyến đi này, nhưng ở gần Guam vào sáng sớm ngày 24 tháng 1, 1945, nó nhận dạng nhầm tàu trục vớt cứu hộ Extractor (ARS-15) như một  tàu ngầm lớp I-400 và phóng ngư lôi đánh trúng mạn phải của Extractor, khiến chiếc tàu cứu hộ lật úp và đắm tại tọa độ 15°44′B 135°29′Đ / 15,733°B 135,483°Đ chỉ trong vòng năm phút. Sáu thành viên thủy thủ đoàn đã thiệt mạng, và những người sống sót được Guardfish cứu vớt.

#### Chuyến tuần tra thứ mười một
Rời Saipan vào ngày 27 tháng 2, chuyến tuần tra thứ mười một của Guardfish được dành cho việc canh phòng tàu bè Nhật Bản có thể thoát ra khỏi biển nội địa Seto ngang qua eo biển Kii giữa các đảo Shikoku và Honshū. Nó không tìm thấy tàu đối phương nào, nhưng đã cứu vớt hai phi công bị bắn rơi vào ngày 19 tháng 3 trước khi quay trở về Midway vào ngày 11 tháng 4.

#### Chuyến tuần tra thứ mười hai
Rời Midway vào ngày 8 tháng 5 cho chuyến tuần tra thứ mười hai, cũng là chuyến cuối cùng, Guardfish phục vụ tìm kiếm và giải cứu hỗ trợ các chiến dịch không kích xuống các đảo chính quốc Nhật Bản. Nó chỉ đánh chìm một tàu đánh cá nhỏ bằng hải pháo vào ngày 16 tháng 6, rồi quay trở về Trân Châu Cảng vào ngày 26 tháng 6 để kết thúc chuyến tuần tra.
Guardfish tham gia hoạt động huấn luyện phối hợp cùng các hạm tàu nổi tại vùng biển quần đảo Hawaii cho đến khi Nhật Bản chấp nhận đầu hàng vào ngày 15 tháng 8, giúp chấm dứt vĩnh viễn cuộc xung đột. Nó lên đường vào ngày 25 tháng 8 để quay trở về Hoa Kỳ, băng qua kênh đào Panama vào ngày 12 tháng 9, và về đến New Orleans, Louisiana vào ngày 16 tháng 9. Nó tiếp tục đi đến Căn cứ Tàu ngầm Hải quân New London vào ngày 6 tháng 11, nơi nó được cho xuất biên chế vào ngày 25 tháng 5, 1946, và được đưa về Hạm đội Dự bị Đại Tây Dương.

### 1946 - 1960
Sau khi bị bỏ không cho đến năm 1948, Guardfish được huy động để phục vụ ngoài biên chế từ ngày 18 tháng 6, trong vai trò tàu huấn luyện dành cho nhân sự thuộc Hải quân Dự bị Hoa Kỳ tại New London. Đến năm 1960, được xem là dư thừa đối với nhu cầu của Hải quân, tên nó được cho rút khỏi danh sách Đăng bạ Hải quân vào ngày 1 tháng 6, và con tàu được sử dụng như một mục tiêu thực hành, bị đánh chìm bởi ngư lôi phóng từ tàu ngầm Blenny (SS-324) ngoài khơi New London vào ngày 10 tháng 10, 1961.

## Phần thưởng
Guardfish đã hai lần được tặng thưởng danh hiệu Đơn vị Tuyên dương Tổng thống cùng được tặng thưởng mười một Ngôi sao Chiến trận do thành tích phục vụ trong Thế Chiến II. Nó được ghi công đã đánh chìm 19 tàu Nhật Bản với tổng tải trọng 72.424 tấn, xếp thứ mười ba về tải trọng và đồng hạng tám về số tàu trong số tàu ngầm Hoa Kỳ có thành tích nổi bật nhất trong chiến tranh.
| Bronze star |                                         |
|             | Silver star · Silver star · Bronze star |

| Dãi băng Hoạt động Tác chiến  | Dãi băng Hoạt động Tác chiến                                             | Đơn vị Tuyên Dương Tổng thống với Ngôi sao Vàng                          | Đơn vị Tuyên Dương Tổng thống với Ngôi sao Vàng |
| Huân chương Chiến dịch Hoa Kỳ | Huân chương Chiến dịch Châu Á-Thái Bình Dương với 11 Ngôi sao Chiến trận | Huân chương Chiến dịch Châu Á-Thái Bình Dương với 11 Ngôi sao Chiến trận | Huân chương Chiến thắng Thế Chiến II            |